# Vitörad honungsfågel
Vitörad honungsfågel (Nesoptilotis leucotis) är en fågel i familjen honungsfåglar inom ordningen tättingar.

## Utseende
Vitörad honungsfågel är en medelstor olivbrun honungsfågel med tydligt vitt på örontäckarna. Adulta fågeln har i övrigt grå hjässa och svart på ansiktet som sträcker sig ner till övre delen av bröstet. 

## Utbredning och systematik
Vitörad honungsfågel förekommer i Australien. Det råder oenighet i hur många underarter den bör delas upp i. International Ornithological Congress (IOC) urskiljer fem, med följande utbredning:
- Nesoptilotis leucotis leucotis – förekommer i sydöstra Australien, från kustnära Victoria till nordöstra New South Wales
- Nesoptilotis leucotis depauperata – förekommer i sydöstra Australiens inland, från centrala Queensland till södra New South Wales
- Nesoptilotis leucotis thomasi – förekommer på Kangaroo Island (South Australia)
- Nesoptilotis leucotis novaenorciae – förekommer i sydvästra Western Australia
- Nesoptilotis leucotis schoddei – förekommer i södra South Australia

## Levnadssätt
Vitörad honungsfågel hittas vanligen i torra eukalyuptusskogar och andra öppna skogslandskap. Den livnär sig huvudsakligen av insekter som den ofta tar genom att födosöka i löst sittande bark, men kan också ta nektar när det finns tillgängligt.

## Status och hot
Arten har ett stort utbredningsområde, men tros minska i antal, dock inte tillräckligt kraftigt för att den ska betraktas som hotad. Internationella naturvårdsunionen IUCN listar arten som livskraftig (LC).